# Caio Júlio Quadrado Basso
Caio Júlio Quadrado Basso (em latim: Gaius Julius Quadratus Bassus; m. 117) foi um senador e general romano nomeado cônsul sufecto para o nundínio de maio a agosto de 105 com Cneu Afrânio Dexter. Basso, nascido em Pérgamo numa família aparentada da dinastia Atálida e dos tetrarcas da Galácia, foi um dos principais generais de Trajano e participou da campanha dácia e da parta do imperador. Seu pai, Caio Júlio Basso, foi procônsul na Bitínia entre 100 e 101.

## Carreira
Basso começou sua carreira como tribuno militar da Legio XIII Gemina por volta de 87 a 89 e depois foi um dos triúnviros monetários, um dos quatro comitês dos vigintiviri, um passo preliminar obrigatório para a admissão no Senado. A ordem, contudo, foi pouco usual, pois geralmente a admissão entre os vigintiviri precedia o serviço como tribuno, o que não era de todo desconhecido para membros da ordem equestre. Além disto, o posto de triúnviro monetário era reservado a patrícios ou pessoas favorecidas pelo próprio imperador, o que levou alguns historiadores a sugerirem que ele teria conseguido o posto através da intervenção de um parente, Caio Âncio Aulo Júlio Quadrado, três vezes cônsul e um senador muito influente.
Depois, Basso foi questor, o que lhe permitiu entrar para o Senado, servindo em Creta e Cirenaica por volta de 92. Em seguida foi edil (c. 95) e pretor (c. 98), uma posição que permitia que ele pudesse governar uma província como legado imperial propretor ou comandar uma legião como legado militar. Basso escolheu esta última.
Primeiro ele foi legado da XI Claudia entre 99 e 101. Depois, comandou um vexillatio com unidades escolhidas de diversas legiões, incluindo a IV Scythica e a XII Fulminata entre 101 e 102, a primeira fase da campanha dácia de Trajano. Em seguida, Basso comandou a X Fretensis, um posto que geralmente era combinado com o governo da província da Judeia, entre 102/103 a 104/105. Depois de seu mandato como cônsul sufecto, Basso foi admitido no Colégio de Pontífices, um importante passo em sua ascensão social. Nos anos seguintes, Basso governou a Capadócia-Galácia (114/115) e a Síria (114/115). Durante se mandato, foi novamente nomeado comandante de um vexillatio com unidades escolhidas da III Gallica e da XIII Gemina para participar da campanha parta de Trajano.
Basso estava servindo como legado imperial da Dácia quando morreu durante a revolta de 117.